# Religia w Stanach Zjednoczonych

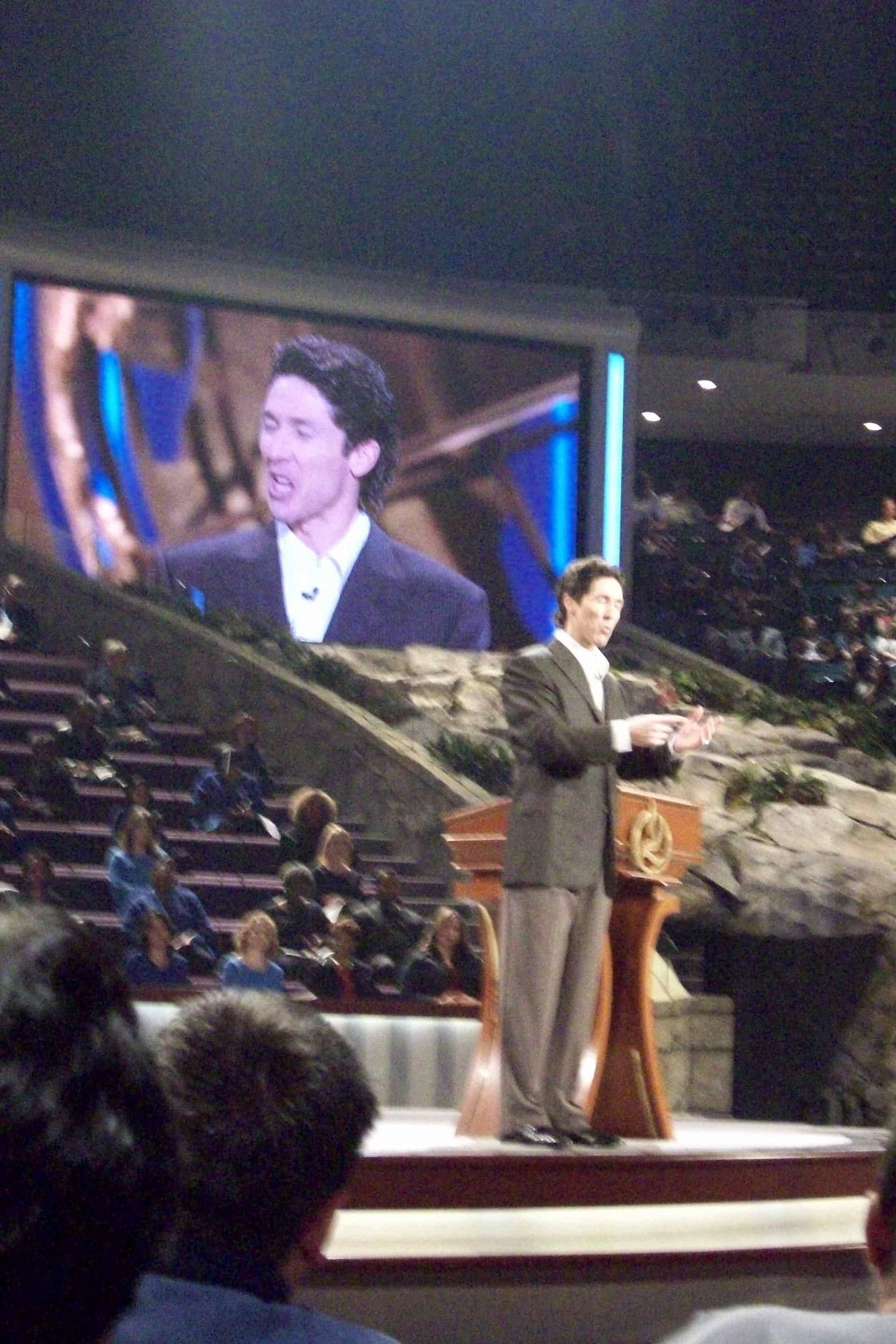
Teleewangelista Joel Osteen, pastor Lakewood Church.

Stany Zjednoczone są krajem o wielkim zróżnicowaniu wierzeń i praktyk religijnych. Różnorodność religijna Amerykanów jest wynikiem wielokulturowego pochodzenia imigrantów, niektóre religie natomiast zostały założone już po przybyciu do Stanów Zjednoczonych. W rezultacie Stany Zjednoczone stały się najbardziej religijnie zróżnicowanym krajem świata. Proporcje pomiędzy poszczególnymi religiami nie są trwałe ani stabilne, rozmaite wyznania religijne zarówno rozwijają się, jak i zanikają. Dla większości Amerykanów religia odgrywa ważną rolę w ich życiu i jest to unikalna cecha wśród krajów rozwiniętych.
W Stanach Zjednoczonych nie ma oficjalnych statystyk odnośnie do religii. Według The World Factbook w 2007 roku 51,3% mieszkańców USA uważało siebie za protestantów, 23,9% — za katolików, 12,1% — za osoby nienależące do żadnej religii, 1,7% — mormonów, 0,6% — za członków innych chrześcijańskich wyznań, 1,7% — żydów, 0,7% — buddystów, 0,6% — muzułmanów, 2,5% — wyznawców innych religii, 4% — ateistów. Pomimo wysokiego stopnia przynależności religijnej, tylko 9% Amerykanów przyznało w 2008 roku, że religia jest najważniejszą rzeczą w ich życiu. 45% Amerykanów stwierdziło, że rodzina jest najważniejszą rzeczą w ich życiu, a 17%, że są nimi pieniądze i kariera zawodowa.

## ARIS
Według American Religious Identification Survey (ARIS) z roku 2008 w latach 1990-2008 nastąpiły następujące zmiany na mapie religijnej USA:
| Wyznanie                                                      | 1990 dorośli (tys.) | 2001 dorośli (tys.) | 2008 dorośli (tys.) | Zmiany procentowe w latach 1990–2008 | 1990 % dorosłych | 2001 % dorosłych | 2008 % dorosłych | Zmiany w % dla populacji dorosłych w 1990–2008 |
| ------------------------------------------------------------- | ------------------- | ------------------- | ------------------- | ------------------------------------ | ---------------- | ---------------- | ---------------- | ---------------------------------------------- |
| populacja dorosłych, całość                                   | 175 440             | 207 983             | 228 182             | 30,1%                                |                  |                  |                  |                                                |
| populacja dorosłych, wzięli udział                            | 171 409             | 196 683             | 216 367             | 26,2%                                | 97,7%            | 94,6%            | 94,8%            | −2,9%                                          |
| Wszyscy chrześcijanie                                         | 151 225             | 159 514             | 173 402             | 14,7%                                | 86,2%            | 76,7%            | 76,0%            | −10,2%                                         |
| Katolicy                                                      | 46 004              | 50 873              | 57 199              | 24,3%                                | 26,2%            | 24,5%            | 25,1%            | −1,2%                                          |
| Chrześcijanie niekatolicy                                     | 105 221             | 108 641             | 116 203             | 10,4%                                | 60,0%            | 52,2%            | 50.9%            | −9.0%                                          |
| Baptyści                                                      | 33 964              | 33 820              | 36 148              | 6,4%                                 | 19.4%            | 16.3%            | 15.8%            | −3.5%                                          |
| Główny nurt chrześcijaństwa                                   | 32 784              | 35 788              | 29 375              | −10,4%                               | 18,7%            | 17,2%            | 12,9%            | −5,8%                                          |
| Metodyści                                                     | 14 174              | 14 039              | 11 366              | −19,8%                               | 8,1%             | 6,8%             | 5,0%             | −3,1%                                          |
| Luteranie                                                     | 9110                | 9580                | 8674                | −4,8%                                | 5,2%             | 4,6%             | 3,8%             | −1,4%                                          |
| Prezbiterianie                                                | 4985                | 5596                | 4723                | −5,3%                                | 2,8%             | 2,7%             | 2,1%             | −0,8%                                          |
| Episkopalianie/anglikanie                                     | 3043                | 3451                | 2405                | −21,0%                               | 1,7%             | 1,7%             | 1,1%             | −0,7%                                          |
| United Church of Christ                                       | 438                 | 1378                | 736                 | 68,0%                                | 0,2%             | 0,7%             | 0,3%             | 0,1%                                           |
| Christian Generic                                             | 25 980              | 22 546              | 32 441              | 24,9%                                | 14,8%            | 10,8%            | 14,2%            | −0,6%                                          |
| Chrześcijanie niedookreśleni                                  | 8073                | 14 190              | 16 384              | 102,9%                               | 4,6%             | 6,8%             | 7,2%             | 2,6%                                           |
| Chrześcijanie pozadenominacyjni                               | 194                 | 2489                | 8032                | 4040,2%                              | 0,1%             | 1,2%             | 3,5%             | 3,4%                                           |
| Protestanci – niedookreśleni                                  | 17 214              | 4647                | 5187                | −69,9%                               | 9,8%             | 2,2%             | 2,3%             | −7,5%                                          |
| Ewangelikalni/Born Again                                      | 546                 | 1088                | 2154                | 294,5%                               | 0,3%             | 0,5%             | 0,9%             | 0,6%                                           |
| Zielonoświątkowcy/charyzmatycy                                | 5647                | 7831                | 7948                | 40,7%                                | 3,2%             | 3,8%             | 3,5%             | 0,3%                                           |
| Assemblies of God                                             | 617                 | 1105                | 810                 | 31,3%                                | 0,4%             | 0,5%             | 0,4%             | 0,0%                                           |
| Church of God                                                 | 590                 | 943                 | 663                 | 12,4%                                | 0,3%             | 0,5%             | 0,3%             | 0,0%                                           |
| Pozostali zielonoświątkowcy                                   | 3116                | 4407                | 5416                | 73,8%                                | 1,8%             | 2,1%             | 2,4%             | 0,6%                                           |
| Inne protestanckie denominacje                                | 4630                | 5949                | 7131                | 54,0%                                | 2,6%             | 2,9%             | 3,1%             | 0,5%                                           |
| Kościoły Chrystusowe                                          | 1769                | 2593                | 1921                | 8,6%                                 | 1,0%             | 1,2%             | 0,8%             | −0,2%                                          |
| Świadkowie Jehowy                                             | 1381                | 1331                | 1914                | 38,6%                                | 0,8%             | 0,6%             | 0,8%             | 0,0%                                           |
| Adwentyści Dnia Siódmego                                      | 668                 | 724                 | 938                 | 40,4%                                | 0,4%             | 0,3%             | 0,4%             | 0,0%                                           |
| Mormoni/Latter Day Saints                                     | 2487                | 2697                | 3158                | 27,0%                                | 1,4%             | 1,3%             | 1,4%             | 0,0%                                           |
| Religie niechrześcijańskie                                    | 5853                | 7740                | 8796                | 50,3%                                | 3,3%             | 3,7%             | 3,9%             | 0,5%                                           |
| Żydzi                                                         | 3137                | 2837                | 2680                | −14,6%                               | 1,8%             | 1,4%             | 1,2%             | −0,6%                                          |
| Religie wschodnie                                             | 687                 | 2020                | 1961                | 185,4%                               | 0,4%             | 1,0%             | 0,9%             | 0,5%                                           |
| buddyści                                                      | 404                 | 1082                | 1189                | 194,3%                               | 0,2%             | 0,5%             | 0,5%             | 0,3%                                           |
| muzułmanie                                                    | 527                 | 1104                | 1349                | 156,0%                               | 0,3%             | 0,5%             | 0,6%             | 0,3%                                           |
| Nowe ruchy religijne & inne                                   | 1296                | 1770                | 2804                | 116,4%                               | 0,7%             | 0,9%             | 1,2%             | 0,5%                                           |
| Bezwyznaniowcy                                                | 14 331              | 29 481              | 34 169              | 138,4%                               | 8,2%             | 14,2%            | 15,0%            | 6,8%                                           |
| Agnostycy + ateiści                                           | 1186                | 1893                | 3606                | 204,0%                               | 0,7%             | 0,9%             | 1,6%             | 0,9%                                           |
| Nie wskazano przynależności religijnej / odmówiono odpowiedzi | 4031                | 11 300              | 11 815              | 193,1%                               | 2,3%             | 5,4%             | 5,2%             | 2,9%                                           |

Jako baptystów zaklasyfikowano zarówno członków wiodących denominacji baptystycznych, jak i lokalnych zborów o świadomości baptystycznej. Brak wzrostu liczby baptystów w latach 1990-2000 i nagły jej wzrost w latach 2001-2008 wynika stąd, że w badaniach uwzględniono większą liczbę kościołów o charakterze baptystycznym. Barry A. Kosmin oraz Ariela Keysar ocenili, że od lat 50. XX wieku dokonuje się stały powolny spadek w udziale procentowym historycznych kościołów chrześcijańskich, jednak po roku 2001 nastąpił gwałtowny spadek, zwłaszcza u metodystów i episkopalnych. W latach 1990–2008 wzrost odnotowały te spośród protestanckich denominacji, które są fundamentalne oraz sekty. Wzrost pozadenominacyjnych chrześcijan wynikał stąd, że wśród lokalnych zborów spadło poczucie więzi z wiodącymi denominacjami protestanckimi.

## Zmiany wyznaniowe

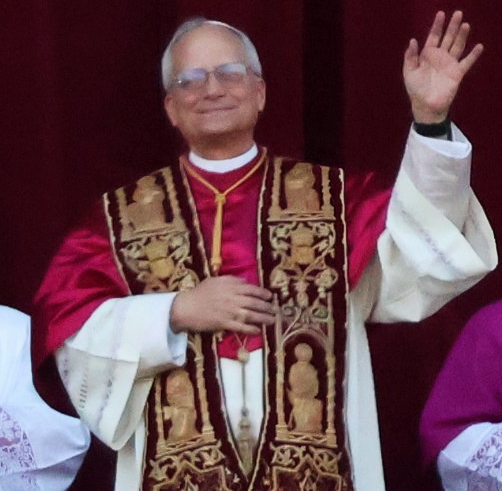
Kardynał Robert Prevost OSA został wybrany jako pierwszy w historii Stanów Zjednoczonych Papieżem od 2025 r. jako Leon XIV

W latach 1960–1995 udział procentowy chrześcijan zmalał z 93% do 85%, udział katolików wzrósł z 23% do 27%, udział procentowy tradycyjnych protestantów spadł z 70% do 56%. Południowa Konwencja Baptystyczna odnotowała wzrost z 9,732 mln wyznawców do 15,399 mln, adwentyści z 317 tysięcy do 762 tysięcy, Zbory Boże z 509 tysięcy do 2,272 mln wyznawców, afroamerykański Church of God in Christ z 393 tysięcy do 5,500 mln wyznawców.